# Étienne Daille
Étienne Daille (Praga, Checoslovaquia, 19 de septiembre de 1989) es un deportista francés que compite en piragüismo en la modalidad de eslalon. Ganó una medalla de bronce en el Campeonato Mundial de Piragüismo en Eslalon de 2013 y dos medallas en el Campeonato Europeo de Piragüismo en Eslalon, oro en 2012 y plata en 2016.

## Palmarés internacional
| Campeonato Mundial | Campeonato Mundial             | Campeonato Mundial | Campeonato Mundial |
| Año                | Lugar                          | Medalla            | Competición        |
| ------------------ | ------------------------------ | ------------------ | ------------------ |
| 2013               | Praga (República Checa)        | Medalla de bronce  | K1 por equipos     |
| Campeonato Europeo |                                |                    |                    |
| Año                | Lugar                          | Medalla            | Competición        |
| 2012               | Augsburgo (Alemania)           | Medalla de oro     | K1 por equipos     |
| 2016               | Liptovský Mikuláš (Eslovaquia) | Medalla de plata   | K1 por equipos     |